# Iron Soldier
Iron Soldier est un jeu vidéo de simulation de mecha sorti en 1994 sur Jaguar. Le jeu a été développé par Eclipse Software puis édité par Atari.
Il a connu une suite : Iron Soldier 2.

## Trame
Le joueur est un membre de la résistance et pilote l'Iron Soldier, un mecha de 13 m de haut, au cours de 16 missions pour renverser la dictature de l'Iron Fist Corporation.

## Système de jeu
Iron Soldier est un jeu de simulation de mecha en vue à la première personne à la manière de MechWarrior ou Metal Head. Il propose un monde ouvert en 3D.
Les 4 premières missions peuvent être effectuées par le joueur dans l'ordre de son choix. Elles permettent de débloquer les missions suivantes. En revanche, les 4 dernières missions doivent être enchaînées dans l'ordre.